# Стефан VII (папа)
Стефан VII (VI) (на латински: Stephanus P.P. VII) е глава на Римокатолическата църква, 113-ия поред в традиционното броене. Запомнен с посмъртния процес срещу предшественка си папа Формоза.